# San Carlo GR

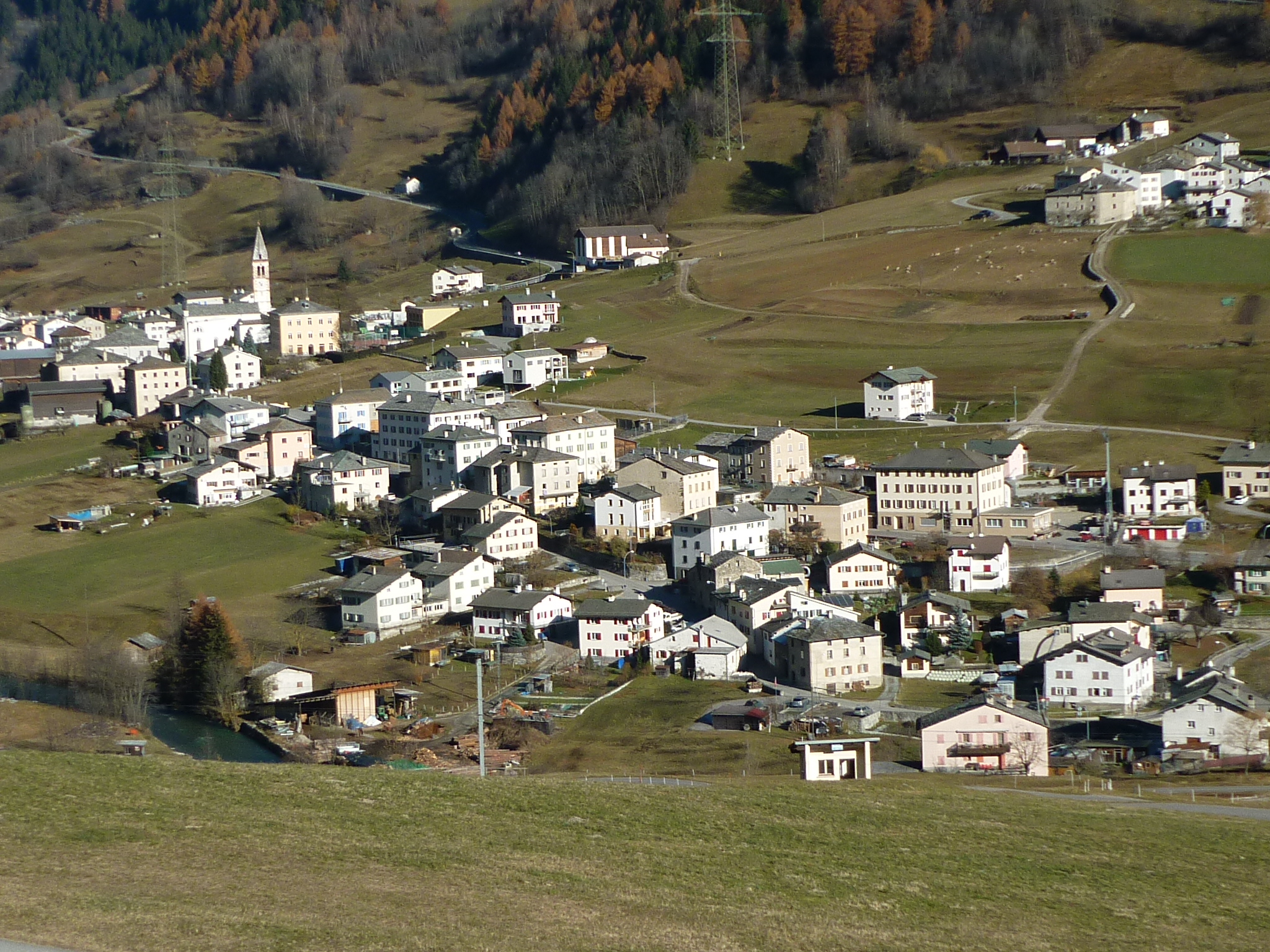
San Carlo

Luftbild von Walter Mittelholzer (1925)

San Carlo, ursprünglich Aino, ist ein Dorf in der Gemeinde Poschiavo im Puschlav, im Kanton Graubünden (Schweiz).

## Geographie
Das Dorf liegt an der Talstrasse nördlich von Poschiavo und gehört mit den Weilern Somaino, Angeli Custodi, Percosta und Permunt zur Squadra di Aino. Ursprünglich gehörte eines der grössten Gebiete im Tal zu San Carlo, das bis zum Berninapass reichte. Eine der öffentlichen Aufgaben der inneren Contrada (Ortsteil) von Poschiavo war der Unterhalt der Berninapassstrasse. Die katholische Pfarrkirche San Carlo Borromeo wurde 1613 im nachgotisch-frühbarocken Stil erbaut.
1930 entstand die Käsereigenossenschaft San Carlo, die 2007 mit der Molkerei Poschiavo zur Käsereigenossenschaft Valposchiavo fusionierte. Die Käserei ist für viele Familien von jeher eine wichtige Einnahmequelle. Während der Lebensmittelrationierung im Zweiten Weltkrieg war sie ein wichtiger Bestandteil der Lokalwirtschaft.